# 16. etape af Tour de France 2013
Sekstende etape af Tour de France 2013 er en 168 km lang kuperet etape. Den bliver kørt tirsdag den 16. juli fra Vaison-la-Romaine i Provence-Alpes-Côte d'Azur til Gap i Hautes-Alpes. Dette er første etape efter hviledagen i Vaucluse.
Vaison-la-Romaine har været start- eller målby for en etape i Tour de France én gang før, imens det bliver Gaps 21 gang som vært for løbet.